# New Zealand Expeditionary Force
Die New Zealand Expeditionary Force (NZEF) war der Name neuseeländischer Militärverbände, die im Ersten und Zweiten Weltkrieg im Ausland für Großbritannien kämpften. Für die Gefallenen dieser Kriege finden sich in vielen neuseeländischen Orten Gedenkstätten.

## First New Zealand Expeditionary Force
New Zealand Expeditionary Force wurden ursprünglich die Streitkräfte genannt, die im Ersten Weltkrieg an der Seite Großbritanniens kämpften. Zu Beginn des Kriegs bot Neuseeland die Entsendung einer Infanterie- und einer berittenen Brigade, insgesamt 8500 Mann an. Dieses Kontingent wurde zwei Monate nach Beginn des Kriegs nach Australien eingeschifft und schloss sich dort einem Konvoi der Australian Imperial Force (AIF) nach Ägypten an.
Die NZEF stand während des Krieges unter dem Kommando von General Alexander Godley. Der britische Offizier war 1910 auf Empfehlung von Lord Kitchener zum Oberkommandierenden der neuseeländischen Streitkräfte ernannt worden. Nachdem Godley im Oktober 1914 Neuseeland mit der Expeditionary Force verließ, kommandierte Generalmajor Alfred William Robin die Neuseeländischen Streitkräfte in der Heimat. Er spielte eine wichtige Rolle in der Versorgung, Auffüllung und Versorgung der New Zealand Expeditionary Force.
Neuseeland hatte in der Vorkriegszeit wie Australien eine militärische Pflichtausbildung, anfangs wurde die NZEF aber nur durch Freiwillige verstärkt. Die Wehrpflicht wurde am 1. August 1916 eingeführt. Zu Kriegsende hatten 124.000 Männer – fast die Hälfte der wehrfähigen Männer – in der NZEF gedient, davon 100.000 in Übersee.
Die NZEF kämpften häufig mit Australiern zusammen. Als die Schlacht von Gallipoli begann, konnten die Neuseeländer aus ihrem Kontingent keine vollständige Division bilden. Daher wurden sie mit der australischen 4. Infanteriebrigade zur New Zealand and Australian Division unter Kommando von General Godley zusammengefasst. Diese Division bildete mit der australischen 1. Division das Australian and New Zealand Army Corps (ANZAC) unter Kommando von General William Birdwood.
Nach der Schlacht von Gallipoli bildeten die NZEF ihre eigene Infanteriedivision, die New Zealand Division. Diese diente bis Kriegsende an der Westfront. General Godley wurde zum Korpskommandeur befördert und erhielt das II ANZAC Corps, in dem auch die neuseeländischen Truppen kämpften. Von 1916 bis zur Bildung des Australian Corps 1918 aus fünf australischen Divisionen gab es also zwei „ANZAC“-Corps - I ANZAC Corps und II ANZAC Corps.
Die berittenen Kräfte der NZEF waren in der New Zealand Mounted Rifles Brigade zusammengefasst. Diese Brigade blieb in Ägypten und diente mit der 1. und 2. Leichten Australischen Kavalleriebrigade als ANZAC Mounted Division auf der Sinai-Halbinsel und in Palästina.
Die erste New Zealand Expeditionary Force wurde am 31. Dezember 1921 aufgelöst.

## Second New Zealand Expeditionary Force

### In Europa und Nordafrika

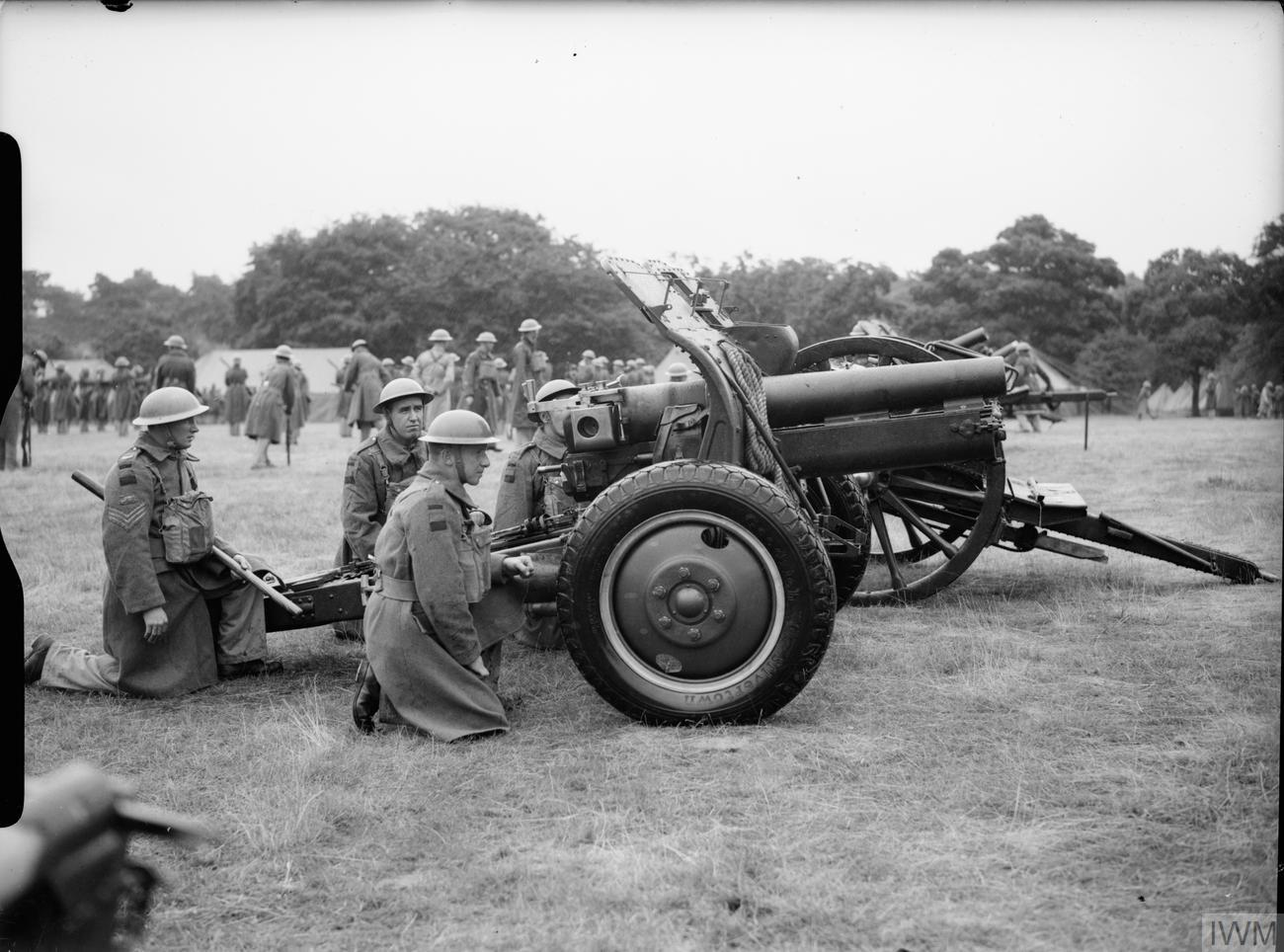
4.5-Zoll-Haubitze der New Zealand Expeditionary Force bei einer Inspektion durch König George VI in Burley im New Forest, Hampshire, Großbritannien

Zu Beginn des Kriegs im Jahr 1939 beschloss Neuseeland, eine Division unter dem damaligen Generalmajor Bernard Freyberg zur Verfügung zu stellen. Diese Kräfte wurden als 2. New Zealand Expeditionary Force (2NZEF) und die Division als 2nd New Zealand Division bekannt.
Das Hauptquartier der 2. NZEF und eine Brigade landeten im Februar 1940 in Ägypten, die zweite Brigade folgte und wurde bei Italiens Kriegseintritt zuerst nach Großbritannien und im März 1941 ebenfalls nach Ägypten verlegt. Ein dritter Teil traf im September 1940 in Ägypten ein. Der gesamte Verband wurde im März 1941 als Teil der W Force nach Nordgriechenland verlegt, wo er an den Kämpfen während des deutschen Balkanfeldzugs und der Verteidigung Kretas teilnahm.
Danach blieb die 2nd Division bis Kriegsende Teil der britischen 8. Armee. In dieser Zeit kämpfte sie im Afrikafeldzug in der Operation Crusader (November bis Dezember 1941), bei Minqar Qaim in Nordafrika (Juni 1942), in der Ersten (Juli) und Zweiten Schlacht von El Alamein (Oktober bis November 1942), bei Montgomery's Offensive in Libyen und Tunesien (Dezember 1942 bis Mai 1943), sowie im Italienfeldzug an der Bernhardt-Linie (Oktober bis Dezember 1943), der Schlacht um Monte Cassino (Februar bis März 1944), an der Gotenstellung in Mittelitalien (Mai bis Dezember 1944) und in der Frühjahrsoffensive an der italienischen Adriaküste (April bis Mai 1945).
Das NZEF wurde unter Kommando von Generalmajor William Stevens von Ende 1945 bis 1946 demobilisiert.

### Im Pazifikraum
Die 2. NZEF hatten auch eine Pacific Section, die ursprünglich für die Verteidigung von Fidschi zuständig war. Ihre Grundlage war die eine Infanteriebrigade, die 8. Infanteriebrigade. Diese traf im November 1940 auf der Hauptinsel von Fidschi, Viti Levu, ein. Nach der Eröffnung des Pazifikkrieges durch das Japanische Kaiserreich wurde das Kontingent auf zwei Brigaden verstärkt und formell als Pacific Section, 2NZEF bezeichnet. Unter Kommando von Generalmajor Owen Mead wurde die Pacific Section nach Neuseeland zurückverlegt, während die US-amerikanische 37. Division die Verteidigung Fidschis übernahm.
Die Pacific Section wurde später zur 3rd Division, der Haupteinheit der 2. NZEF im Pazifikraum. Nach einer Zeit des Trainings in Neuseeland kämpfte diese im Feldzug um die Salomonen 1943–1944, nahm an der Rückeroberung von  Vella Lavella (15. August bis 9. Oktober 1943), der Schlacht um die  Treasury-Inseln (27. Oktober bis 12. November 1943) und der Rückeroberung der Green Islands (29. Januar bis 27. Februar 1944) teil, allerdings nie als vollständige Division.
Anfang 1944 sah sich die neuseeländische Regierung mit einem Arbeitskräftemangel konfrontiert – die zwei Divisionen in Übersee beließen nicht genug Arbeitskräfte für Landwirtschaft und Industrie im Heimatland, um Güter für die Alliierten herzustellen. Die Regierung sah die einzige Lösung in der Auflösung einer der Infanteriedivisionen. Konsultationen mit Großbritannien und den USA ergaben, dass der Beitrag der 2. Division in Italien als wichtiger angesehen wurde als der der 3. Division im Pazifikraum.
Die 3. Division wurde im Juni 1944 nach Neukaledonien zurückgezogen und kehrte im August nach Neuseeland zurück. Dort wurde die Division rasch verkleinert und am 20. Oktober 1944 formell aufgelöst. Etwa 4.000 ihrer Angehörigen wurden nach Italien geschickt, um die 2. Division zu verstärken. Der Rest kehrte ins Zivilleben zurück.

## Third New Zealand Expeditionary Force
Ab 1950 bildete eine Wehrpflichtigenarmee in Divisionsstärke die Hauptstreitmacht Neuseelands. Diese Division war auch als 3. NZEF bekannt. Sie wurde 1961 aufgelöst.